# LBO France
LBO France est une société française de capital-investissement fondée en 1985 par Gilles Cahen-Salvador et présidée par Robert Daussun. LBO France est détenue à 100 % par le management et intervient dans différents secteurs d’activité (capital transmission, capital-venture, immobilier, dette).  
LBO France dispose également d’une implantation en Italie. La société de gestion se diversifie depuis 2003, vers l’immobilier, la dette en 2009 et le capital venture en 2016.
LBO France a participé au développement de plusieurs sociétés en France comme Cogedim, Nexity, Actaris, Cegelec, Converteam, Materne / Mont Blanc, Maisons du Monde, HMY France et CHRYSO. LBO France est membre de l’Association française des investisseurs pour la croissance (France Invest) et de Invest Europe (anciennement EVCA).

## Historique

### 1985
Fondation de LBO France.

### De 1993 à 2003
En 2003, LBO France lance son premier fonds immobilier (White Stone I).
En 1997, Pascal Oddo intègre LBO France.
En 1993, Robert Daussun, ancien haut fonctionnaire au Ministère des Finances, rejoint LBO France.

### Des années 2003 à 2018
En 2018 : LBO France s’allie avec SCOR Investment Partners dans la création d’un fonds de dette et opère en tant que conseil en investissements. En septembre, LBO France lance le fonds FPCR White Caps Sélection, agréé par l’AMF. Le même mois, LBO France est mandaté par le Fonds de Réserve pour les Retraites (FRR) pour la gestion d’un fonds de capital-développement.
En 2017, LBO France cède sa participation dans la société CHRYSO à Cinven ainsi que l’immeuble West Park à Axa IM. Cette même année, LBO France met en place son premier fonds franco-italien.
En 2016, LBO France fait l’acquisition d’Innovation Capital, filiale de la Caisse des dépôts. Le fonds SISA destiné à la santé numérique disposait de 68 M€ d’engagements de souscription au moment de l’acquisition. En août, LBO France cède le contrôle de Materne / Mont Blanc au groupe BEL,.
En 2014, LBO France acquiert la société Payot et cède la société Labeyrie.
En 2008, Cession de la société Converteam.

### Depuis 2019
LBO France prend une participation majoritaire dans Infodis,  entreprise de services numériques. La société de capital-investissement prend aussi une part majoritaire (60%) dans Moustache Bikes, fabricant français de vélos électriques. LBO France annonce l’acquisition du groupe Passman, leader des solutions numériques à destination des établissements d’hébergement et de santé en France et en Belgique. Dans le secteur de la santé digitale, LBO France investit 5 millions d’euros dans OpenHealth Company, spécialiste de la collecte et de l'analyse des données de santé et dans Stilla Technologies. En Italie, le fonds Small Caps Opportunities prend des parts dans l’entreprise Bluclad, spécialisée dans la fourniture d’accessoires à destination des entreprises dans le secteur du luxe,. 
En juin 2022, Stéphanie Casciola, présente au sein du groupe depuis 2003, est nommée directrice générale de LBO France. 

## Classes d'actifs
LBO France dispose de fonds dédiés dans cinq classes d’actifs : 
- LBO mid cap : fonds White Knight, pour les entreprises dont la valeur est comprise entre 100 M€ et 1 milliard d’euros où LBO France investit en tant qu’actionnaire majoritaire.

- LBO small cap : fonds Hexagone et Small Caps Opportunities, pour les entreprises dont la valeur est inférieure à 100 M€.

- Capital-venture : LBO France rachète en 2016 100 % de la société de gestion Innovation Capital auprès de la Caisse des Dépôts en 2016[36].

- Immobilier : offres immobilières destinées au marché français : « value added » au travers des FPCI White Stone et « core plus » pour les rendements à moyen et long terme au travers des OPCI Lapillus[37].

- Dette : initialement présent sur le marché de la dette décotée en 2009, LBO France signe en 2018 un accord avec Scor Investment Partners pour le lancement d’un fonds de prêts senior sécurisés d’entreprises européennes de taille moyenne[38].